# Hyperstrotia pervertens
Hyperstrotia pervertens là một loài bướm đêm thuộc họ Noctuidae. Nó được tìm thấy ở rừng gỗ và rừng từ Missouri tới Nova Scotia, phía nam đến Florida và Texas. Nó được tìm thấy ở New Brunswick, Nova Scotia, Quebec và Ontario ở Canada. Tại Hoa Kỳ, loài này được ghi nhận từ Massachusetts, Iowa, New York và South Carolina.
Sải cánh dài khoảng 16 mm.
Ấu trùng ăn cây bách và cây sồi.